# Harriet Powers
Harriet Powers (Athens, 29 ottobre 1837 – Athens, 1º gennaio 1910) è un'artista folcloristica afromericana nota per le sue trapunte (quilt) ricamate raffiguranti scene bibliche e non.
Nata in schiavitù nella Georgia rurale, Powers applicò tecniche tradizionali per realizzare quilt che rappresentassero leggende locali, storie bibliche ed eventi astronomici. Delle sue opere sono pervenuti solo due quilt: la Trapunta della Bibbia e la Trapunta Pittorica, considerate tra i più significativi esempi del ricamo ottocentesco nel sud degli Stati Uniti ed esposti in due musei di Washington e Boston. É una delle prime donne afroamericane di cui sia tramandata la memoria come artista.

## Biografia
Powers nacque nel 1837 nei pressi di Athens, in Georgia, in condizione di schiavitù. Si ritiene che abbia lavorato come schiava, nelle piantagioni di John e Nancy Lester nella contea di Madison, per tutta la fanciulezza, apprendendo l'arte del cucito o da altre schiave o dalla sua padrona.
Nel 1855, a diciott'anni, la donna sposò Armstead Powers, con cui ebbe almeno nove figli.
In seguito alla guerra civile americana, la famiglia guadagnò la libertà. In base a un censimento del 1870, risultavano possedere 300 $ dell'epoca, senza essere proprietari terrieri, e con tre figli in casa. Negli anni ottanta del secolo, invece, la famiglia possedeva quattro acri di terreno e gestiva una piccola fattoria nella Clarke County.

### Carriera
Nel 1886 Powers espose la sua prima coperta patchwork, la Trapunta della Bibbia (The Bible Quilt), alla Athens Cotton Fair. In quel frangente Jennie Smith, artista e docente del Lucy Cobb Institute, vide l'opera, la ritenne notevole e chiese di comprarla. Powers si rifiutò di venderla, ma le due donne rimasero in contatto finché, quattro anni dopo, in preda a difficoltà economiche e su spinta del marito, offrì di venderla a Smith per 10 $; la donna accettò ma contrattò scendendo a 5 dollari. Powers spiegò in maniera dettagliata le rappresentazioni della trapunta e Smith annotò tutto in un suo diario, pur probabilmente con rielaborazioni personali riguardanti il suo contenuto cristiano. Powers comunicava visivamente i temi tratti dalla propria esperienza con antiche tecniche artigianali afroamericane.
A causa di difficoltà economiche, agli inizi degli anni novanta Armstead Powers iniziò a vendere pezzi di terreno e finì per non riuscire a pagare le tasse ma, nonostante ciò, la famiglia non perse la propria casa. Nel 1894 o 1895, Armstead Powers lasciò la moglie Harriet. La donna non si sarebbe più risposata e si guadagnò da vivere come cucitrice rimanendo nella contea di Clarke per gran parte della propria vita.
Nonostante un articolo del 1895 del Chicago Tribune sulla Cotton States and International Exposition descriveva Powers come ignorante e analfabeta e sosteneva che avesse appreso le storie bibliche da «altri più fortunati», in realtà la donna era alfabetizzata. Mentre conduceva ricerche per un libro sulla tessitrice, la studiosa Kyra E. Hicks scoprì una lettera di Powers, copia di una lettera del 1896 da Powers a una donna eminente di Keokuk (Iowa), in cui offriva scorci della vita da schiava, informazioni su come e quando avesse imparato a leggere e scrivere, nonché le descrizioni di almeno quattro quilt. Powers scriveva di aver appreso le storie bibliche dalla lettura diretta del testo.
Il secondo quilt, la Trapunta Pittorica (The Pictorial Quilt), fu realizzato nel 1898. La sua storia è incerta: secondo un resoconto, fu commissionata dalle mogli dei membri della facoltà dell'Atlanta University, che avrebbero visionato la prima opera alla Cotton States Exhibition di Atlanta nel 1895, mentre un'altra fonte attesta che fu venduta a Nashville (Tennessee) nel 1898. Al di là della sua origine, l'opera fu data al reverendo Charles Cuthbert Hall di New York. Gli eredi del reverendo vendettero il quilt al collezionista Maxim Karolik, che a sua volta lo donò al Museum of Fine Arts di Boston.
In una lettera del 1896, Powers descrive una trapunta realizzata intorno al 1882 e chiamata The Lord's Supper Quilt ("Trapunta dell'Ultima Cena"). Esistono tracce scritte di altri quilt, ma non è noto se siano sopravvissuti in epoca contemporanea.

### Morte e sepoltura
Powers morì di polmonite il 1° gennaio 1910 e fu sepolta nel Gospel Pilgrim Cemetery di Athens. La sua tomba fu riscoperta nel gennaio 2005.

## Opere

### Trapunta della Bibbia

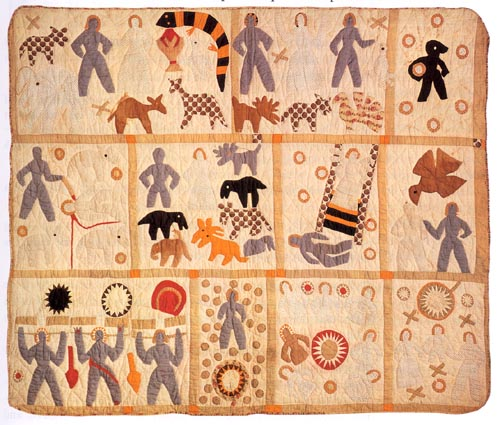
Trapunta della Bibbia, 1885–1886

Completata nel 1886, la Trapunta della Bibbia (The Bible Quilt, 2 240 mm × 1 870 mm) è realizzata in stoffa di cotone e divisa in tre file per un totale di 11 vignette di grandezza diversa a seconda della scena rappresentata. The Bible Quilt è stata realizzata con la tecnica dell'appliqué e cucita sia a a mano sia a macchina.
Le scene bibliche rappresentate comprendono (in ordine da sinistra verso destra, dall'alto verso il basso): il secondo racconto della creazione di Adamo ed Eva; Eva con uno dei suoi figli; Satana tra le sette stelle citate nell'Apocalisse di Giovanni; l'uccisione di Abele; Caino che cerca moglie nella terra di Nod; il sogno di Giacobbe; il battesimo di Gesù; la crocifissione di Gesù; Giuda Iscariota con i trenta denari; l'ultima cena; la Sacra Famiglia.
Jennie Smith, l'artista locale che avrebbe comprato l'opera, scrisse di esserne rimasta impressionata perché «lo stile è audace e a tratti impressionista, mentre c'è una deliziosa ingenuità d'espressione». Dopo la vendita, Powers tornò più volte a visionare il quilt, a testimonianza del grande significato che gli attribuiva.
La Trapunta della Bibbia fu infine donata allo Smithsonian Institution ed è in mostra al National Museum of American History.

### Trapunta Pittorica

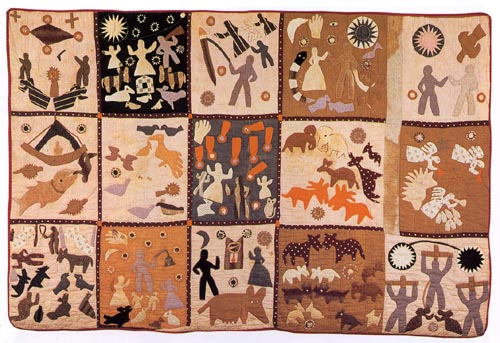
Trapunta Pittorica, 1898

La Trapunta Pittorica (Pictorial Quilt, 1 750 mm × 2 670 mm), completata nel 1889, è realizzata in cotone e con la tecnica dell'appliqué come la Trapunta della Bibbia. Comprende quindici vignette della stessa dimensione, in tre file da cinque, raffiguranti dieci scene bibliche, quattro scene storiche e una lezione morale, disposte in maniera non sequenziale. I pannelli biblici riguardano Giobbe, il serpente di Mosé, la tentazione di Adamo ed Eva, il battesimo di Gesù, Giona inghiottito dal pesce, una scena dell'Apocalisse, la creazione degli animali e la crocifissione di Gesù. Le scene storiche riguardano eventi astronomici e/o calamitosi del passato recente (p.e. lo sciame meteorico delle Leonidi del 1833 e l'ondata di freddo del 1894–95), avvenuti in parte prima dell'arco di vita di Powers e trasmessi per via orale dalla comunità locale. Il pannello 13 contiene una lezione didascalica su una coppia di persone ricche condannate alla punizione eterna da Dio per averlo ignorato.
Secondo la storia di famiglia dei Cuthbert, il reverendo Charles Cuthbert Hall ricevette la trapunta nel 1898 da un gruppo di "donne di facoltà" dell'Università di Atlanta e fu ereditata da suo figlio il rev. Basil Douglas Hall intorno al 1961. I collezionisti Maxim e Martha Karolik la acquistarono nel 1964 e la donarono al Museo di Belle Arti di Boston, dove è rimasto esposto.

## Stile
La Trapunta della Bibbia e la Trapunta Pittorica raccontano scene bibliche, scene storiche e fenomeni celesti. Entrambe sono cucite sia a mano sia a macchina, utilizzano le tecniche dell'appliqué (forme applicate in tessuto diverso) e del cottimo a dimostrazione delle influenze afroamericane e africane., risultando originale per il mescolamento delle diverse tradizioni.. Sono imbottite di cotone e rifinite con lo stesso tessuto. 
Gli storici dell'arte hanno infatti rinvenuto similitudini tra gli arazzi dell'Africa occidentale e le opere di Powers. Così come nei tessuti da parete del Benin, le trapunte di Powers utilizzano simboli standardizzati con variazioni minime; per esempio, la maggior parte delle figure umane, maschili e femminili, della trapunta biblica sembrano essere realizzate a partire da un unico modello; i maschi sono distinti dalle femmine da un taglio a V della gonna. Inoltre, le raffigurazioni umani, animali e piante sono minimaliste, catturano l'essenza della figura, in maniera stilisticamente simile alle opere dei Fon, degli Ashanti, dei Fanti e degli Ewe.
Floris Barnett Cash ha suggerito che l'interesse di Powers per gli eventi astronomici e le storie religiose rifletta gli scambi all'interno della comunità afroamericana del tempo, come l'ascolto dei sermoni domenicali o la condivisione di notizie e storie durante i lavori manuali. Altri analisti hanno invece suggerito che Powers fosse attratta dai corpi celesti credendo in un loro significato religioso.

## Riconoscimenti

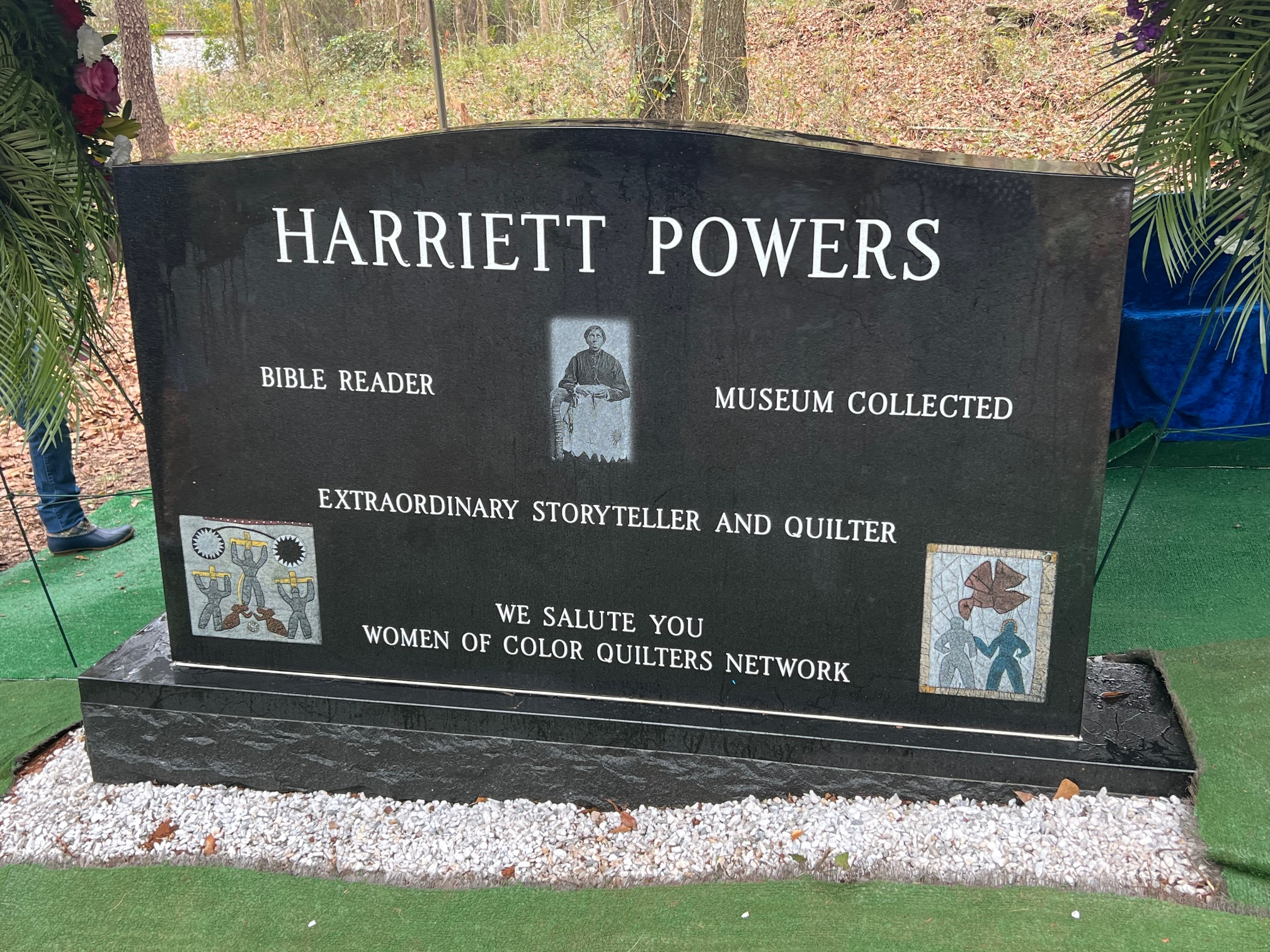
Retro della lapide del memoriale di Harriet e Armstead Powers

Nel dicembre 2023, a Harriet e Armstead Powers fu dedicato un nuovo memoriale nel Gospel Pilgrim Cemetery, sponsorizzato dalla Women of Color Quilters Network.
Nel 2009, Powers fu inserita nella Georgia Women of Achievement Hall of Fame.
Nell'ottobre del 2010, ad Athens furono organizzati diversi eventi in onore del centenario di Harriet Powers.

## Nella cultura di massa

### Letteratura per l'infanzia
- (EN) Ellen Fader, Stitching Stars: The Story Quilts of Harriet Powers, in The Horn Book Magazine, vol. 70, n. 2, 1º marzo 1994,  p. 219.
- (EN) Barbara Herkert e Vanessa Brantley-Newton, Sewing Stories: Harriet Powers' Journey From Slave To Artist, New York, Knopf Books for Young Readers, 2015.
- (EN) Mary E. Lyons, Stitching Stars: The Story Quilts of Harriet Powers, New York, Aladdin Paperbacks, 1997.

### Pattern deiquilt
- (EN) Harriet Powers, A Pattern Book: Based on an Appliqué Quilt by Mrs. Harriet Powers, American, 19th Century, Boston, Museum of Fine Arts, 1970.
- (EN) Regenia A. Perry, Harriet Powers's Bible Quilts, New York, Rizzoli International, 1994.
- (EN) Kyra E. Hicks, The Lord's Supper Pattern Book: Imagining Harriet Powers' Lost Bible Story Quilt, Arlington, Black Threads Press, 2011.

### Teatro
- Grace Cavalieri, Quilting the Sun, commissionato da Smithsonian Institution e da Visual Press of the University of Maryland, 2000.[30], messo in scena per la prima volta a New York nel 2002